# Rödnäbbad blåskata
Rödnäbbad blåskata (Urocissa erythroryncha) är en asiatisk fågel i familjen kråkfåglar inom ordningen tättingar.

## Utseende och läten
Rödnäbbad blåskata är en 53–68 cm lång mycket distinkt blå skata med en iögonfallande, exceptionellt lång och avsmalnad stjärt med vita fläckar. Den har röd näbb och röda ben, svart på huvudet förutom en vit hjässa och även svart ner på övre delen av bröstet. Resten av undersidan är ljus (grå-, grädd- eller vitfärgad, beroende på underart). På ovansidan är den blå, mattare på mantel och övergump, mer lysande på vingar och stjärt. Lätena består av olika sorters visslingar och hårdare skrän.

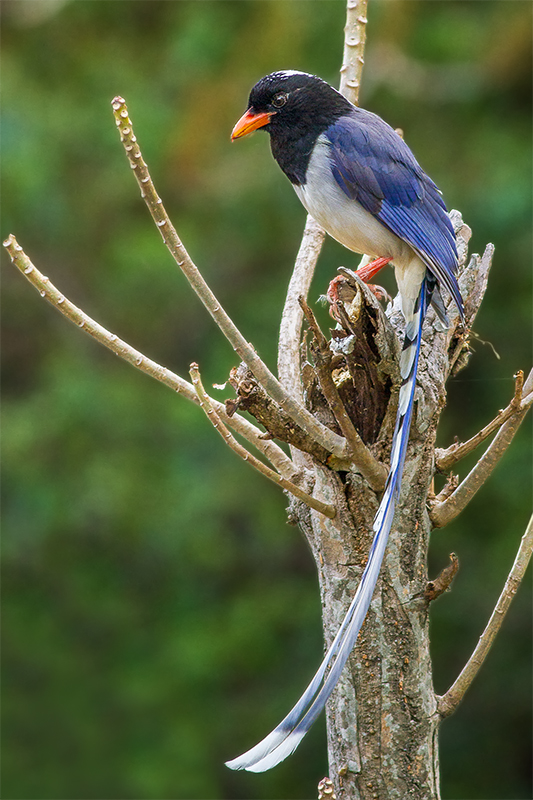

## Utbredning och systematik
Rödnäbbad blåskata delas in i fem underarter med följande utbredning:
- Urocissa erythroryncha brevivexilla – förekommer i sydvästra Manchuriet och norra Kina
- Urocissa erythroryncha erythrorhyncha – förekommer från centrala Kina till södra Yunnan, norra Laos och norra Vietnam
- Urocissa erythroryncha alticola – förekommer i sydvästra Kina, (norra Yunnan) och nordöstra Myanmar
- Urocissa erythroryncha occipitalis – förekommer i Himalaya (Punjab till Sikkim)
- Urocissa erythroryncha magnirostris – förekommer i kuperade trakter från Assam till Indokina

## Levnadssätt
Rödnäbbad blåskata påträffas i städsegrön skog och ungskog i kuperade eller bergiga trakter. Den har påträffats från havsnivån till 2200 meters höjd och ersätts av gulnäbbad blåskata på högre nivåer.
Denna art är generellt en rätt skygg fågel som ofta ses i familjegrupper. Födan består av ryggradslösa djur, små däggdjur, frukt och frön. Den tar också ägg och ungar från fågelbon. Häckningen pågår mellan april och juni i Indien och Kina. Den bygger ett grunt på som placeras i träd eller buskar, vari den lägger te till fem ägg.

## Status och hot
Arten har ett stort utbredningsområde och en stor population med stabil utveckling och tros inte vara utsatt för något substantiellt hot. Utifrån dessa kriterier kategoriserar internationella naturvårdsunionen IUCN arten som livskraftig (LC). Världspopulationen har inte uppskattats men den beskrivs som lokalt vanlig i stora delar av utbredningsområdet.